# Lista siturilor arheologice din județul Maramureș - U
Lista siturilor arheologice din județul Maramureș - U conține toate siturile arheologice din județul Maramureș înscrise în Repertoriul Arheologic Național (RAN) și aflate în localități al căror nume începe cu litera U. RAN este administrat de Ministerul Culturii și Patrimoniului Național și cuprinde date științifice, cartografice, topografice, imagini și planuri, precum și orice alte informații privitoare la zonele cu potențial arheologic, studiate sau nu, încă existente sau dispărute.
Puteți căuta un sit din localitățile care încep cu litera U folosind formularul de mai jos sau puteți naviga prin toate siturile din județ la Lista siturilor arheologice din județul Maramureș.
| Cod RAN      | Denumire | Localitate                     | Adresă   | Datare | Descoperit | Coordonate | Imagine           | Erori            |
| ------------ | --- | ------------------------------ | -------- | ------ | ---------- | ---------- | ----------------- | ---------------- |
| 108099.01.01 | Cuptoarele de epocă medievală de la Unguraș - La zguri / ansamblu anonim (Categorie: componente construcție) (Tip: Cuptor de redus minereul) | sat Unguraș, comuna Dumbrăvița | La zguri |        |            |            | Încărcați imagine | Raportați eroare |